# عطر الجنة (مسلسل)
عطر الجنة مسلسل كويتي من تأليف حمد بدر وإخراج سائد الهواري وعرض على تلفزيون دولة الكويت والعرض الأول (1 رمضان 1434 هـ - 10 يوليو 2013).

## طاقم العمل
- زهرة عرفات
- شفيقة يوسف
- إبراهيم الحساوي
- اسمهان توفيق
- عبد الله بوشهري
- هيا عبد السلام
- فؤاد علي
- علي كاكولي
- مريم حسين
- أسيل عمران
- خالد العجيرب
- شهاب حاجيه
- هدى صلاح
- علي محسن
- محمود بوشهري
- إسماعيل الراشد
- أمل محمد
- عبير الخضر
- غزلان
- شوق الهادي
- فواز حمد بدر
- عبد العزيز كسار
- بدر الهندياني